# Almácera
| Zona urbana Centro histórico Estación de MetroValencia | Zona industrial Carretera secundaria Vía verde |

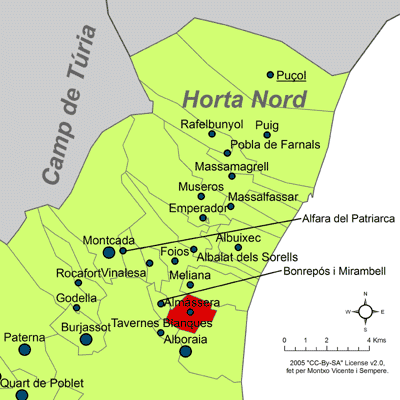
Localización de Almácera respecto a la comarca de la Huerta Norte

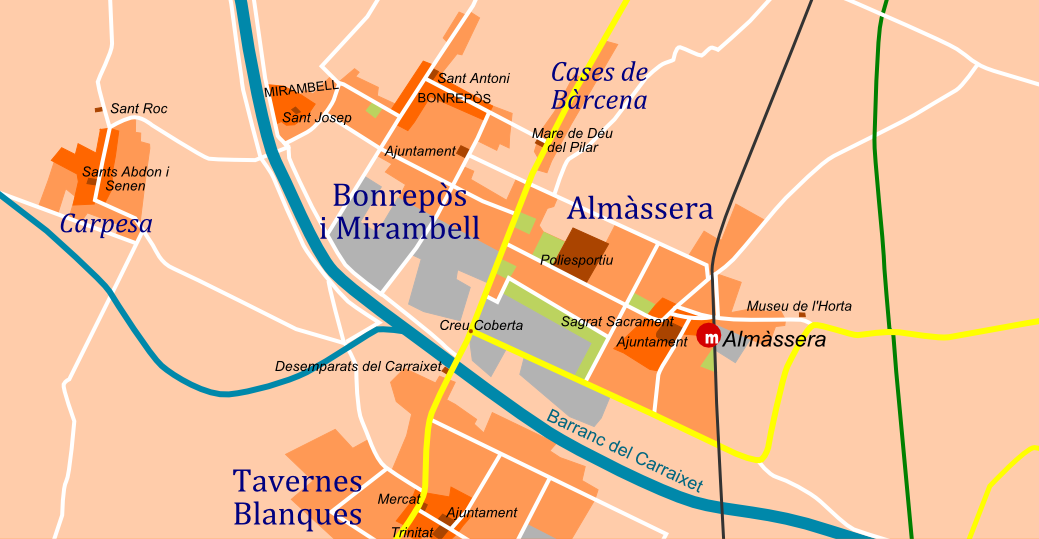
Plano esquemático de la conurbación de Almácera y Bonrepós y Mirambell, con las principales vías de acceso y comunicación.
Zona urbana
Centro histórico
Estación de MetroValencia
Zona industrial
Carretera secundaria
Vía verde

Almácera (en valenciano y oficialmente Almàssera) es un municipio de la Comunidad Valenciana, España. Está situado en la provincia de Valencia, en la comarca de la Huerta Norte. Cuenta con una población de 7672 habitantes (INE 2024).

## Toponimia
El tóponimo proviene del árabe المعصرة (al-maʿṣara), «la almazara» o «la prensa».

## Símbolos
El escudo de Almácera tiene el siguiente blasonamiento:

Medio partido y cortado. Primero, de oro, los cuatro palos de gules. Segundo, de gules, castillo de oro, acompañado de dos palmas de sinople, perfiladas de plata, y sumado de una torre de oro, acompañada de dos leones del mismo metal. Tercero, de azur, el cáliz de oro, acompañado de dos peces de plata, trayendo, cada uno en su boca una Forma del mismo metal y sostenido de ondas de plata y azur. Al timbre, corona real cerrada.
Real Decreto 774/1979

## Geografía
El término municipal de Almácera, de 2,7 km², está situado al norte Valencia, en la margen izquierda del barranco de Carraixet, que además conforma los límites con Tabernes Blanques y Alboraya. Dicho barranco sólo lleva aguas estacionalmente, aunque pueden producirse grandes inundaciones cuando se desborda. El resto del término, completamente llano, es regado por la acequia Real de Moncada y la de Rascaña, que se abastecen del río Turia.
Todo el término está conformado por terrenos del cuaternario formados por depósitos aluviales y coluviales.
Localidades limítrofes
| Noroeste: Valencia (exclave) | Norte: Meliana                    | Noreste: Alboraya |
| Oeste: Bonrepós y Mirambell  |                                   | Este: Alboraya    |
| Suroeste: Tabernes Blanques  | Sur: Tabernes Blanques y Alboraya | Sureste: Alboraya |

### Clima
Almácera disfruta de un clima típicamente mediterráneo, muy similar al clima de la ciudad de Valencia. La ciudad posee temperaturas medias superiores a 11 °C en enero, mientras que en agosto, el mes más cálido, la temperatura media es de 26 °C. La estación más lluviosa es el otoño, la cual acumula casi un 40 % de las precipitaciones anuales.

## Historia
No se han encontrado vestigios de población de época prerromana o romana en el término de Almácera, pero los restos hallados tanto en el litoral de Alboraya como en Tabernes Blanques (población de origen romano) indican que la romanización fue notable en esta zona. En la desembocadura del Carraixet existió un embarcadero en uso desde el siglo VII a. C. utilizándose el cauce del barranco como un camino natural de comunicación con el interior. Esta actividad comercial pudo estar ligada a ciertos poblamientos rurales, ya que además se han identificado restos de centuriación a lo largo de la acequia de Moncada. Además, la actual carretera de Barcelona, que atraviesa el término de Almácera de norte a sur, sigue aproximadamente el mismo trazado que la Vía Augusta romana. Por tanto, no puede descartarse que existiera algún tipo de asentamiento en sus cercanías, aunque la arqueología no ha confirmado estas hipótesis.

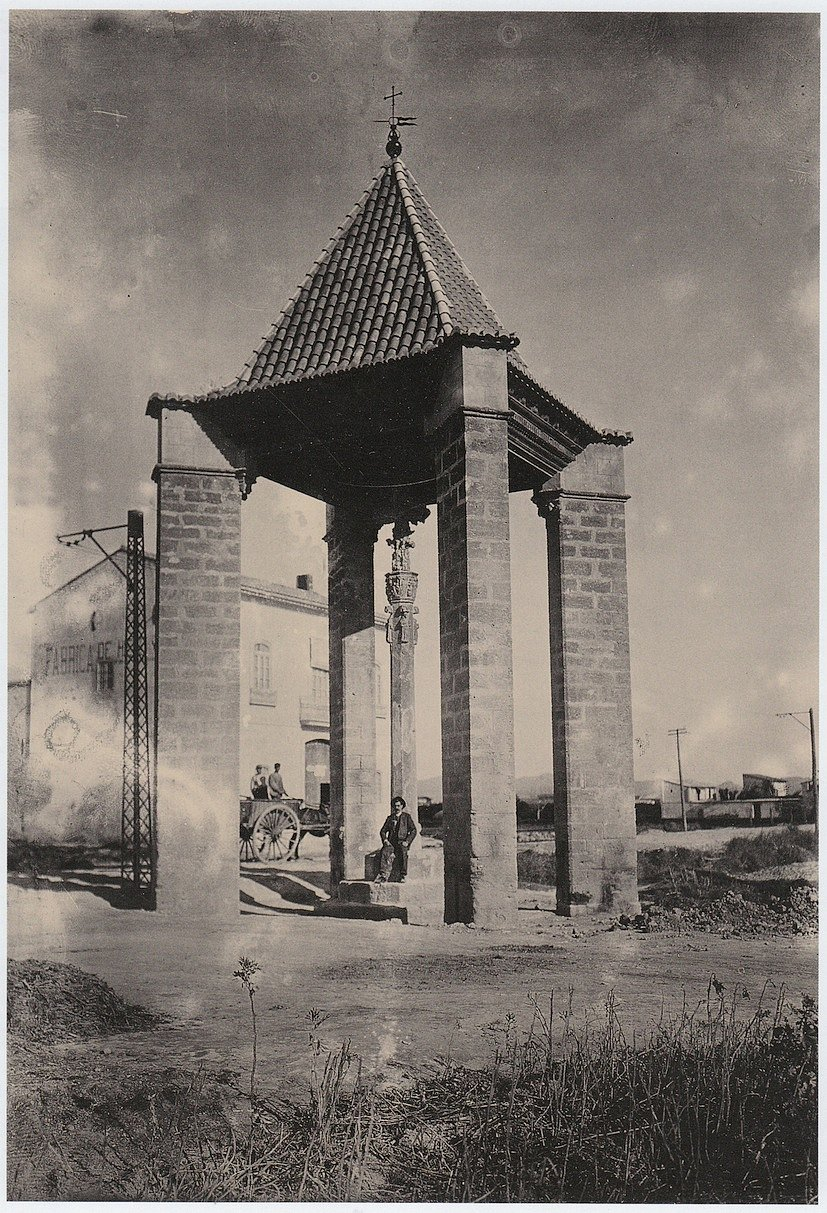
Cruz cubierta de Almácera en la década de 1920.

El origen de Almácera se halla en una alquería andalusí, que Jaime I donó el 9 de junio de 1238 a Vidal de Canyelles, obispo de Huesca. En 1239 estas tierras sufrieron una segregación y pasaron a mano de Guillem de Capcentelles, Ramon de Rovira y Guillermo Cazador. En 1242 el lugar pertenecía a Miró de Ciudadela y el 2 de febrero de 1257 fue concedida, junto con Alboraya y unas casas de Valencia a Umbert de Volta. A su muerte, en 1270 las posesiones recayeron en uno de sus hijos, Ramón de Volta, representado a su vez por su hijo Albert de Volta. Posteriormente pasó a ser propiedad de la familia Artés hasta 1610. Ya en 1352 Almácera consiguió su independencia eclesiástica respecto a Alboraya, gracias al episodio del milagro de los peces y a la mediación del obispo Hug de Fenollet. En 1610 pasó a ser señorío de los condes de Parcent, hasta la abolición de los mismos en 1814. Éstos se construyeron un caserón palaciego en la plaza mayor, en el lugar que hoy ocupa el centro cultural. Durante 1663 el campesinado almacerí, junto al de Alboraya, Benimaclet, Benetúser, Beniferri, Campanar, El Grao, Mislata, Paiporta, Patraix, Ruzafa y Chirivella, participó activamente en la revuelta contra el monopolio del comercio de la carne que imponía la ciudad de Valencia, y que se alargó durante más de un año. En el Diccionario de Madoz (1845-1850) aparece la siguiente descripción, con interesante información sobre Almácera y su término en el siglo XIX:

L[ugar] con ayunt[amiento] en la prov[incia] [...] de Valencia (3/4 de leg[ua]). Sit[uado] en un llano al E. de la carretera de Barcelona, y á la izq[uierda] del barranco de Carraixet; cuyas aguas amenazan destruir la pobl[ación], aunque este peligro podria fácilmente remediarse construyendo una pared ó malecon, que al mismo tiempo resguardaria la huerta de inundaciones [...] tiene 270 casas de mediana fab[rica], y con las proporciones y comodidades que exige la ocupacion agrícola de sus moradores, y una igl[esia] parr[oquial] [...] el terreno es llano, muy fértil, y prod[uctivo]; abraza unas 453 cahizadas puestas en cultivo, cuya mayor parte se riegan con las aguas del r[ío] Turia, conducidas por la acequia llamada de Rascaña [...] No puede darse suelo mas delicioso ni mejor aprovechado que el de Almasera, cubierto de multitud de árboles de distintas clases y de diferentes especies de sembradura; es inagotable en todo género de frutos [...] Prod[ucción]: trigo, cebada, maiz, algarrobas, vino, esquisitos melones, higos, peras, manzanas, ciruelas y otras frutas, con particularidad chufas (juncia avellanada), y cria algun ganado lanar, y el necesario mular y caballar para la labranza. Ind[ustria] y comercio: no obstante que el especial objeto de estos vec[inos] es la agricultura, algunos se dedican á tejer lienzos caseros, los cuales componen la principal parte de su vestido, y á vender el mencionado prod[ucto] de chufas en la cap[ital], y para otros puntos, como es la corte, en la cual se emplea durante el estio para la horchata ó refresco conocido con el nombre de chufas. Pobl[ación]:274 vec[inos], 1,229 alma[s] [...]
Diccionario de Madoz

Parece que el campesinado de Almácera estuvo entre los principales promotores de la Revuelta de la Huerta de 1878, una revuelta campesina en contra de los altos impuestos para introducir productos agrícolas en la ciudad. Los campesinos debían contar con el apoyo de las oligarquías locales, hasta el punto de que el 1 de marzo de ese año el gobernador civil de la provincia de Valencia ordenaba la detención de los alcaldes de Almácera y Alboraya. No obstante, la medida no surtió efecto y fue, de hecho, en una reunión entre estos alcaldes, el de Benimaclet y posiblemente los de otras poblaciones, donde se sentaron las bases para la vuelta a la normalidad. En 1906 se celebró en Almácera una exposición de industria y agricultura, cuyo éxito probablemente incentivó la Exposición Regional Valenciana de 1909.

## Demografía
Almácera cuenta con una población de 7672 habitantes (INE 2024).
| Gráfica de evolución demográfica de Almácera entre 1842 y 2023                                                      |
| |
| Población de derecho según los censos de población del INE Población de hecho según los censos de población del INE |

En 1572 en Almácera residían unas 24 familias, que a principios del siglo XVII ya eran unas 40 (alrededor de 180 habitantes), y en 1794, 214 (unos 963). En 1877, el municipio llegaba ya a los 1400 habitantes, 2261 en 1920, 2729 en 1950 y 5470 en 1986.

## Economía
La importancia de la agricultura se ha reducido enormemente en las últimas décadas y, aunque el 72 % del término municipal sigue estando cultivado, tan sólo el 5 % de la población ocupada lo hacía en 2003 en este sector. La totalidad de los cultivos son de regadío, destacando las hortalizas, la patata, la chufa y los cítricos.
La industria y la construcción ocupan al 42 % de la población y se dedican principalmente a productos metálicos, química, maquinaria, alimentación y madera. El principal motor de la economía es el sector servicios, que en 2003 ocupaba al 52,5 % de la población activa.

## Comunicaciones
El término de Almácera está cruzado de norte a sur por la antigua carretera de Barcelona (N-340), convertida en la actualidad en vía urbana, que enlaza por el norte con la CV-300 y por el sur directamente con Valencia a través de Tabernes Blanques. La CV-311 comunica Almácera con la autovía V-21 en término de Alboraya. Cuenta con estación de metro en superficie en la línea 3 de MetroValencia, denominada Almàssera.

## Administración y política

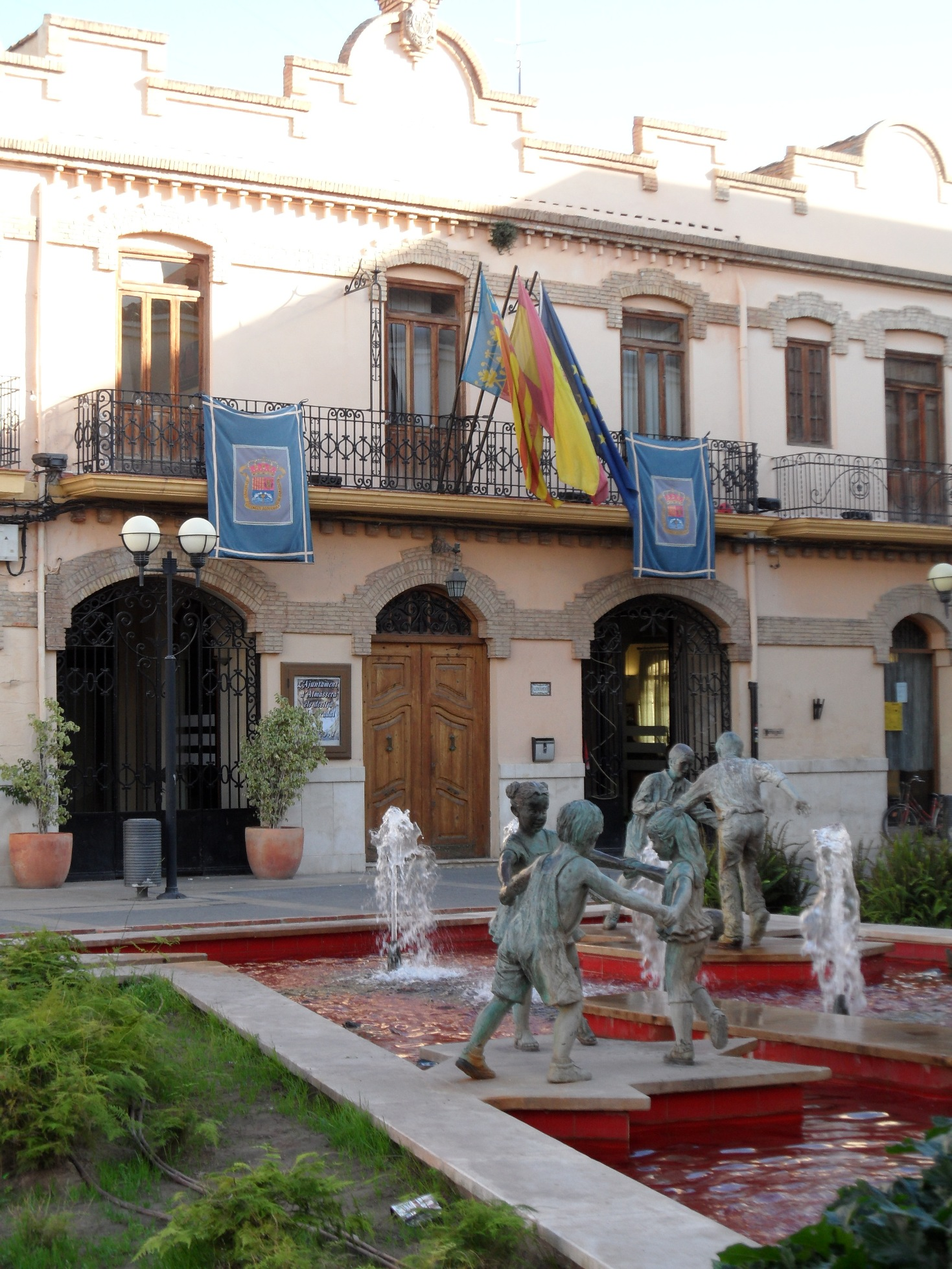
Ayuntamiento de Almácera.

Almácera está gobernada por una corporación local formada por concejales elegidos cada cuatro años por sufragio universal que a su vez eligen un alcalde. El censo electoral está compuesto por todos los residentes empadronados en Almácera mayores de 18 años y nacionales de España y de los otros países miembros de la Unión Europea. Según lo dispuesto en la Ley del Régimen Electoral General, que establece el número de concejales elegibles en función de la población del municipio, la Corporación municipal de Almácera está formada por 13 concejales. La sede actual del ayuntamiento almacerí está en la plaza Mayor. El Ayuntamiento de Almácera está actualmente presidido por el PP y consta de 7 concejales de este partido (Mayoría absoluta),5 del PSPV, 1 de Compromís.
| Periodo   | Nombre | Partido       |
| --------- | --- | ------------- |
| 1979-1983 | Vicente Antonio Bayarri Orrios                                                                                   | UCD           |
| 1983-1987 | Antonio Sánchez Aguilar                                                                                          | PSPV-PSOE     |
| 1987-1991 | Vicente Antonio Bayarri Orrios (1987-1989) Antonio Sánchez Aguilar (1989-1990) Rafael Yagüe Monrabal (1990-1991) | UCD PSPV-PSOE |
| 1991-1995 | Julián Puché (1991-1993) Enric Ramon Montanyana (1993-1995)                                                      | PP UV         |
| 1995-1999 | Enric Ramon Montanyana                                                                                           | UV            |
| 1999-2003 | Enric Ramon Montanyana                                                                                           | UV            |
| 2003-2007 | Enric Ramon Montanyana                                                                                           | UV            |
| 2007-2011 | Laura Roig Panach                                                                                                | PP            |
| 2011-2015 | Laura Roig Panach                                                                                                | PP            |
| 2015-2019 | Ramón Puchades Bort                                                                                              | PSPV-PSOE     |
| 2019-2023 | Ramón Puchades Bort                                                                                              | PSPV-PSOE     |
| 2023-act. | Emilio José Belencoso Rodrigo                                                                                    | PP            |

## Patrimonio

### Patrimonio arquitectónico

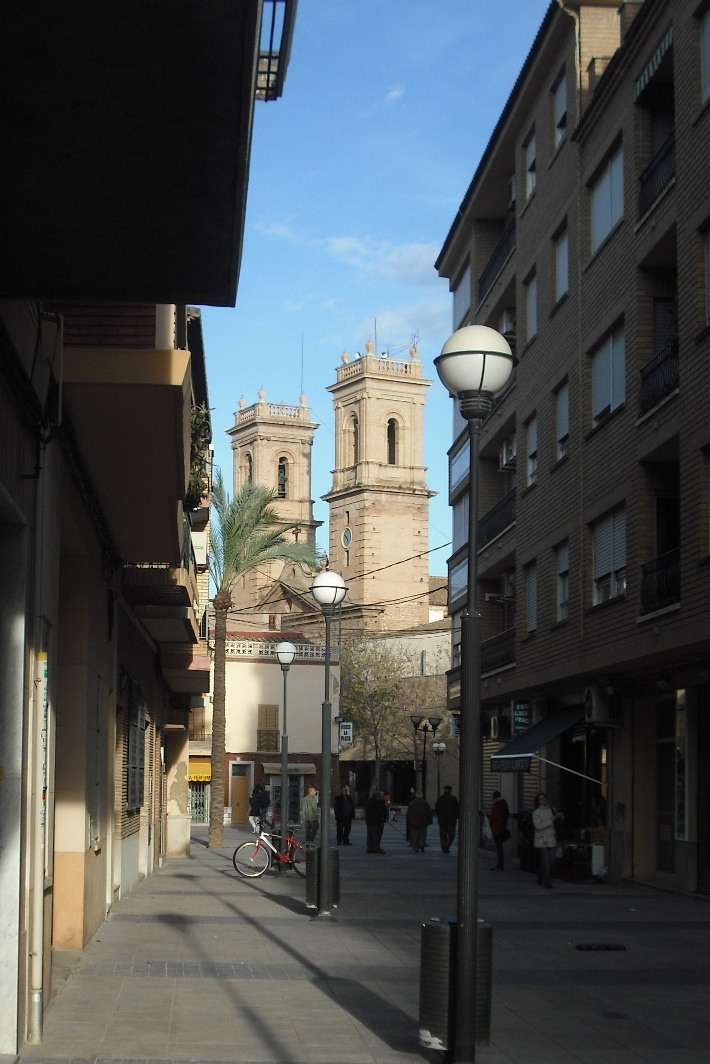
Iglesia del Santísimo Sacramento vista desde la calle de Valencia

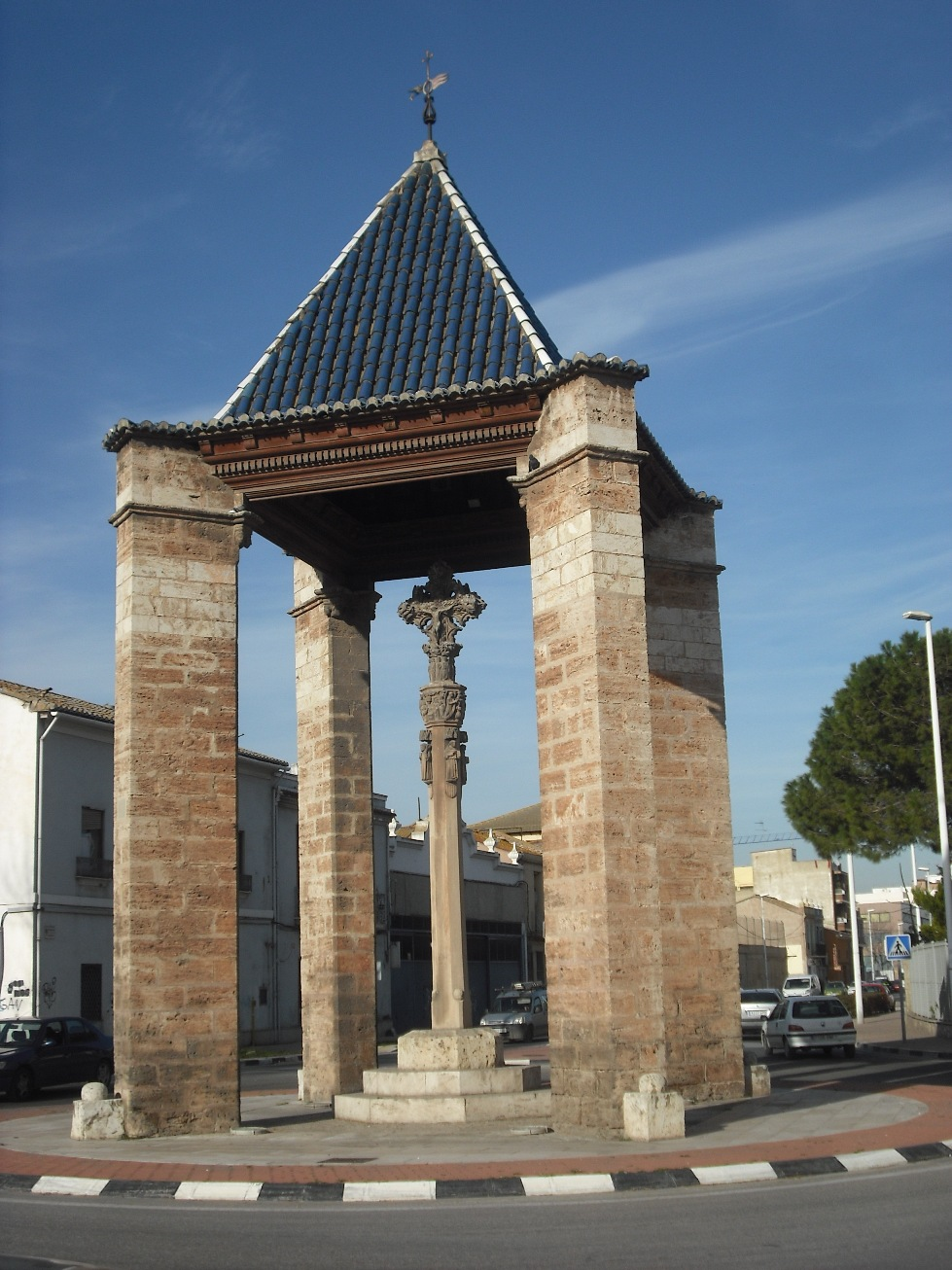
Cruz cubierta

- Iglesia Parroquial del Santísimo Sacramento (Església del Santíssim Sacrament): Está construida sobre el solar del antiguo templo, que se construyó en 1347 y fue anexo de la parroquia de Alboraya hasta 1352.[27] Este templo se derribó en 1699.[2] La iglesia actual se comenzó a construir en 1792 según los planos de Vicente Marzo y se finalizó en 1875. Se trata de un edificio de tres naves y crucero, con dos campanarios.[2] La fachada destaca por su severidad académica y geométrica.[27] Se conserva la arqueta de plomo donde, según la tradición, se custodiaban las formas que dieron origen al milagro de los peces. Destacan asimismo las obras del almacerense Antonio Cortina Farinós.[2]
- Capilla de Inocencio XI: También conocida como Capella del Miracle (Capilla del Milagro), recibe su nombre por el retrato del papa Inocencio XI que preside la estancia.[28] Ha sido objeto de una importante restauración desde 2006 a fin de devolverle el esplendor del conjunto pictórico, con obras inspiradas en las de Antonio Palomino y restos pictóricos en alusión al milagro de los peces.[28]
- Casa Llopis: De estilo modernista valenciano, está situada en la plaza Mayor y su fachada está totalmente decorada con azulejos de la fábrica Nolla de Meliana,[29] que forman un mosaico con representaciones de figuras femeninas danzantes. En la parte superior se sitúa un friso con angelotes alternando con jarrones y mascarones con leones.[30] En las rejas tanto de las ventanas como de las contraventanas de las puertas hay adornos con figuras de guerreros.[30]
- Cruz Cubierta (Creu Coberta): Se ordenó construir por los jurados de Valencia en 1372, y la alzaron los canteros de Sant Mateu.[2] Se reformó y decoró durante el siglo XV,[2] habiéndose realizado su última reconstrucción en 1942.[31] Se estructura en cuatro pilares de piedra, dispuestos de forma radial, rematados con medias columnas y capiteles góticos. La cubierta es de madera y la teja de color azul. La cruz, que se alza en el centro sobre tres gradas octogonales y un pilar prismático,[32] muestra en uno de sus lados a Jesucristo crucificado y en el otro a la Virgen María.[31] En el capitel de la cruz se representan escenas de la Anunciación, la Natividad, la Epifanía y la Ascensión. Dado que la Virgen era la protectora de las tropas de Jaime I, no es casual que la cara en que esta aparece mire hacia Santa María del Puig.[31]
- Fuente «Almàssera històrica»: Inaugurada en 2006, está coronada por el mural Almàssera històrica elaborado por el ceramista Dionisio Vacas y la artista Caridad Ramos.[33] En ella aparecen representados desde la donación de la alquería a Vidal de Canyelles hasta la preparación de la caldera de fesols i naps, sin olvidar el milagro de los peces.[33]

### Plazas y jardines
- Plaza Mayor: está situada en el centro del casco histórico y tiene forma cuadrangular. A ella se abren el ayuntamiento, el centro cultural, el casino y la casa modernista y en su centro se ubica una fuente monumental.[34] Fue remodelada y ampliada en el siglo XIX y actualmente está peatonalizada.[34]
- Jardín de Ausiàs March: Tiene forma alargada y combina diferentes elementos arquitectónicos, como fuentes y bancos de trencadís con zonas para juegos y ejercicios, pistas de patinaje y de petanca. En su interior se ubica el centro de salud.[34]

### Patrimonio natural
- Huerta: El casco urbano de Almácera ocupa el suroeste del término municipal, estando el resto cubierto de campos de regadío, la huerta.[35] Almácera es uno de los municipios de la Huerta de Valencia que conserva mayor superficie de ésta en buen estado de conservación. Todavía se pueden encontrar algunas barracas, norias y el trazado de las acequias.[35] El producto más característico es, sin duda, la chufa, ya citada por Cavanilles en sus Observaciones,[36] pero también se cultivan alcachofas, patatas, tomates, melones, sandías, etc. Existen rutas, denominadas Rutes de l'Horta, para descubrir esta área tradicional, y se pueden complementar con una visita al Museo de la Huerta.[35]

## Cultura

### Museos

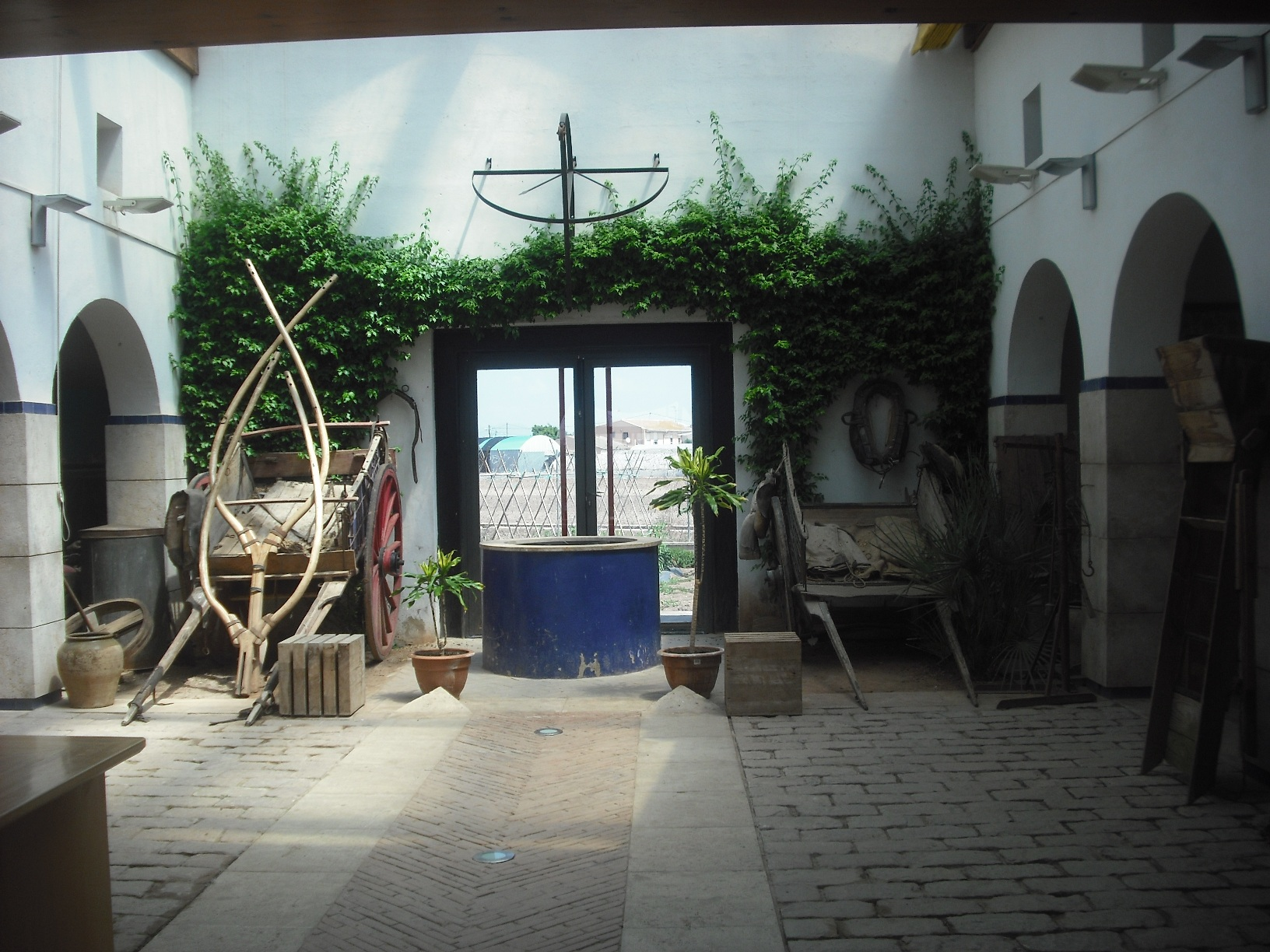
Vestíbulo del Museo de la Huerta.

- Museo de la Huerta (Museu de l'Horta): Se inauguró en 1999 en el edificio del antiguo matadero, del siglo XIX.[37] El museo recoge la historia de la población dividida en tres secciones: la cocina, la casa y el campo y asimismo alberga una importante colección de fotografías.[38] La colección exterior se compone de herramientas de uso agrícola y animales de corral (conejos, gallinas, patos y palomas), así como de una variedad de plantas entre las que se encuentran la salvia, el tomillo, el perejil, la albahaca, el romero, el laurel, etc.[37]
- Casa Natalicia de los Hermanos Lladró: En agosto de 2004 la familia Lladró abrió este espacio para mostrar cómo fueron los comienzos en la elaboración de sus figuras de porcelana. Se pueden observar, además, las primeras piezas de los artistas, dibujos, frescos y esculturas realizadas por los hermanos en su época estudiantil.[39] Este museo complementa al Museo Lladró, situado en Tabernes Blanques.[39]

### Fiestas
- Fiestas mayores: Se celebran a finales de agosto en honor al Santísimo Sacramento combinando actos tradicionales como los bous al carrer con otros más lúdicos.[40] El acto más importante es la procesión del Corpus, que se celebra el 4.º domingo de agosto por privilegio papal.[2][40] En ella participan numerosos vecinos del pueblo interpretando a personajes bíblicos, junto a las danzas y la presencia de los gigantes y cabezudos.[40]

## Medios de Comunicación
- Radio municipal: Radio Rabosa 87.6 Fm